# Ластебассе
Ластебассе (итал. Lastebasse) — коммуна в Италии, располагается в провинции Виченца области Венеция.
Население составляет 241 человек (2008 г.), плотность населения составляет 13 чел./км². Занимает площадь 18 км². Почтовый индекс — 36040. Телефонный код — 0445.
Покровителем коммуны почитается святой апостол Марк, празднование 25 апреля.
В коммуне имеются
- приходской храм святого апостола Марка.
- молельня святых Фирма и Рустика,
- храм святой Варвары.

## Демография
Динамика населения:

## Администрация коммуны
- Официальный сайт: